# 진해항
진해항(鎭海港)은 경상남도 창원시 진해구의 항구이다. 1976년 제1종 지정항만으로 고시되어 본격적인 개발이 이루어져 1991년에 국가관리 무역항으로 지정되어 왔다. 또, 1976년 도끼만행 사건 이후 미 해군의 전략원잠이 정기적으로 이 항구를 방문하기 시작하였다.